# Еврейская невеста
«Еврейская невеста» (нидерл. Het Joodse Bruidje) — одна из последних и самых загадочных картин Рембрандта. Название ей дал в 1825 году амстердамский коллекционер Ван дер Хоп. Он ошибочно полагал, что на ней изображен отец, дарящий дочери-еврейке ожерелье на свадьбу. 
Возможно, это заказной портрет, но одежда персонажей явно похожа на старинную, библейскую, поэтому в качестве названия предлагались «Артаксеркс и Эсфирь», «Иаков и Рахиль», «Абрам и Сарра», «Вооз и Руфь». Наиболее убедительно выглядит версия с названием «Исаак и Ревекка», так как известен рисунок Рембрандта 1662 года (Частное собрание, Нью-Йорк) с таким названием и похожей композицией.

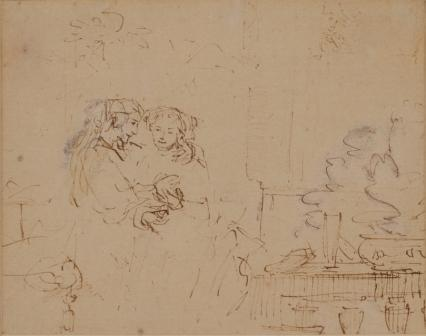
Рисунок Рембрандта

Рентгенограмма картины показывает, что первоначально на картине были изображены дополнительные детали, в частности, в руке девушки была корзинка с цветами.
Винсент Ван Гог однажды сказал, что отдал бы десять лет своей жизни за возможность просидеть две недели перед этой картиной с одной лишь буханкой хлеба.